# Neoreticulum lanceolatum
Neoreticulum lanceolatum är en insektsart som beskrevs av Dai och Zhang 2008. Neoreticulum lanceolatum ingår i släktet Neoreticulum och familjen dvärgstritar. Inga underarter finns listade i Catalogue of Life.